# Schulter
Schulter är en ort i Okmulgee County, Oklahoma, USA.